# Vilarrodona
Vilarrodona (oficialmente en catalán Vila-rodona) es un municipio y localidad española de la provincia de Tarragona, en Cataluña. Situado en el este de la comarca del Alto Campo, en el límite con la del Bajo Panadés, cuenta con una población de 1374 habitantes (INE 2024).

## Historia
La zona estuvo poblada desde muy antiguo, como lo demuestran los restos hallados de la cultura megalítica de la Edad de Bronce en la Cova Gran, o los sepulcros de fosa neolíticos encontrados en el lugar llamado L'Abric de Pedrafita, o los restos de poblados íberos y romanos.
La primera referencia documental, con el nombre de Vila Rotonda, data año 959, cuando Domènech cedió el lugar a la iglesia de la Santa Cruz y de Santa Eulalia y al obispo Guillem de Barcelona para construir el castillo de Freixà y el término de Vilarrodona ...con villas que están en la parte del mediodía y sus alrededores..., lo que hace pensar en la existencia de importantes restos romanos o de un núcleo de incipiente población.
Durante siglos fue dominio de los obispos de Barcelona, y desde el año 1210 se tiene constancia de la existencia del castillo de Vilarrodona y de sus murallas.
Algunos episodios históricos destacables fueron la resistencia que opuso la villa durante la guerra contra Juan II de Aragón, o declarse en contra de Felipe V. Durante las guerras carlistas, los liberales de la población se hicieron fuertes detrás de las paredes del castillo, impidiendo a los carlinos la ocupación del pueblo.

## Geografía humana

### Demografía
Cuenta con una población de 1374 habitantes (INE 2024).
| Gráfica de evolución demográfica de Vilarrodona entre 1842 y 2021 |
| |
| Población de derecho según los censos de población del INE Población de hecho según los censos de población del INEEn estos censos se denominaba Vilarrodona: 1842, 1857, 1860, 1877, 1887, 1897, 1900, 1910, 1920, 1930, 1940, 1950, 1960, 1970 y 1981 |

| 1900 | 1930 | 1950 | 1970 | 1981 | 1986 |
| ---- | ---- | ---- | ---- | ---- | ---- |
| 1949 | 1747 | 1536 | 1116 | 1054 | 1028 |

### Economía

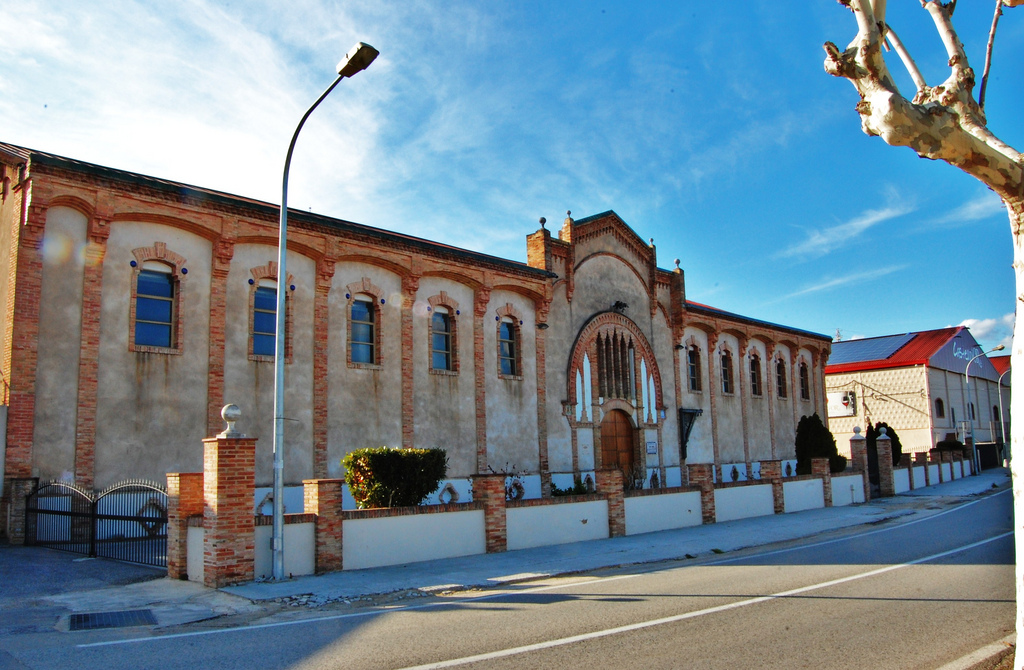
Cooperativa agrícola de Vilarrodona

Agricultura de secano (viñas, olivos, almendros y avellanos), ganadería y avicultura.

## Monumentos y lugares de interés
- Columbario romano.
- Restos de las murallas medievales y del castillo.
- Iglesia parroquial de Santa María, de estilo neoclásico.